# حمود سلطان
حمود سلطان (عربی: حمود سلطان؛ زادهٔ ۱۹۵۸) بازیکن فوتبال اهل بحرین بود.
از باشگاه‌هایی که در آن بازی کرده است می‌توان به باشگاه ورزشی المحرق اشاره کرد.
وی همچنین در تیم ملی فوتبال بحرین بازی کرده است.